# James Thierrée
James Spencer Henry Edmond Marcel Thierrée (Losanna, 2 maggio 1974) è un attore, danzatore, scenografo e acrobata svizzero.

## Biografia
James Thierrée è uno dei tanti nipoti di Charlie Chaplin, e vive nel mondo del circo dall'età di quattro anni insieme ai suoi genitori: Victoria Chaplin e Jean-Baptiste Thiérrée, creatori del Cirque Bonjour (Circo Buongiorno). Con la sua famiglia lavora negli spettacoli Le Cirque imaginaire (Il circo immaginario) e Le Cirque invisible (Il circo invisibile), mentre da solo, sotto il tendone, presenta esercizi di acrobazie, trapezio e biciclette acrobatiche. In questo ambiente apprende l'arte della mimica, la magia, e la musica. Per la formazione di commediante studia al Piccolo Teatro di Milano, all'Harvard Theatre School, al Conservatorio nazionale superiore d'arte drammatica di Parigi e all'Acting International francese.
Oltre che nei suoi spettacoli personali di circo e di strada, Thierrée ha lavorato, e lavora tuttora, anche in teatro e nel cinema, diretto da alcuni grandi registi: Peter Greenaway, Bob Wilson, Coline Serreau, Raúl Ruiz e Benno Besson. Come lui, anche sua sorella, Aurélia Thierrée, lavora in teatro e con l'aiuto della loro madre crea visionari spettacoli, caratterizzati da magiche scenografie; tra questi il più popolare è L'oratorio di Aurelia.
Nel 1998 Thierrée fonda la sua compagnia, La Compagnie du hanneton. Nel suo primo spettacolo, La Symphonie du hanneton, gioca e mischia varie arti espressive: travestimento, giocoleria, acrobazia, contorsione, danza, canto lirico, musica dal vivo. Uno spettacolo in continua trasformazione, dove il sapore circense si fonde con la poetica circolare della drammaturgia, che racconta simbolicamente la vita di un uomo o dell'uomo, attraverso i suoi incubi notturni, i suoi sogni surreali, gli incontri, le paure, le sfide; a volte in modo grottesco, buffo, a volte in modo romantico, per esempio volando leggero (accompagnato dalle note del suo violino) sopra un lampadario. Con questo spettacolo ottiene diversi riconoscimenti: un Adami nel 2005 e quattro Molière nel 2006 (spettacolo, scenografia e rivelazione teatrale per lui, costumi per sua madre Victoria Chaplin).
Nel 2003 crea il suo secondo spettacolo, La Veillée des abysses (La veglia degli abissi). Nel 2007 è candidato al César come miglior interprete maschile per il film Désaccord parfait (Disaccordo perfetto), e crea un altro spettacolo, Au revoir parapluie (Arrivederci ombrello), per il quale ottiene un altro Molière.
Il suo quinto spettacolo, intitolato Tabac Rouge, è presentato a Losanna nell'estate 2013. Nello stesso anno partecipa all'ideazione delle scenografie per la tournée di Matthieu Chedid.
Nel 2017 vince il Premio César per il migliore attore non protagonista per il film Mister Chocolat di Roschdy Zem.
Attualmente vive a Parigi.

## Filosofia di pensiero
Da un'intervista a James Thiérrée:
«Mi piace mescolare i generi, organizzare lo squilibrio, intrecciare le influenze più diverse. E poi, quel che faccio sulla scena, sono io, è la mia storia»
«Come me, come tutti,  quello che gli spettatori chiedono, quello di cui hanno bisogno è essere trasportati da qualche altra parte. Un luogo magico dove si ritrovino delle vaghe reminiscenze, delle storie dimenticate, delle visioni immaginifiche, dei ricordi ingarbugliati… Non so spiegare in modo chiaro come le idee mi vengano. Io parto dalla materia bruta, da fatti concreti, da gesti semplici. Lo spettacolo si compone un passo alla volta, si modifica da solo attraverso le diverse sue rappresentazioni. Tutto è costantemente in divenire. Chi pensa di costruire un'opera ad ogni istante si rende conto fino a che punto i suoi elementi fuggano dal completo controllo del creatore stesso. All'inizio, immagino una storia, poi insieme ai miei artisti ci lavoriamo sopra. Gli artisti sono acrobati, contorsionisti, musicisti; io ascolto i loro desideri. Insieme, noi ascoltiamo il pubblico e le loro reazioni. Non solamente le manifestazioni di gioia, gli applausi, ma anche il respiro di una sala. Ciò è essenziale per mantenere il ritmo, oltrepassare la performance, il puro numero circense, e arrivare all'umanità delle persone. Esprimere lo “scorrere della vita”, lasciare che il cuore si apra all'innocenza ritrovata delle emozioni e delle risa, lasciarsi guidare dall'incanto surrealista delle immagini. E, soprattutto, crederci».

## Spettacoli
- La Symphonie du hanneton (1998)
- La Veillée des abysses (2003)
- Au revoir parapluie (2007)
- La Veillée des Abysses (2008)
- Raoul (2009)
- Tabac Rouge (2013)
- La grenouille avait raison (2016)

## Filmografia parziale
- L'ultima tempesta (Prospero's Books), regia di Peter Greenaway (1991)
- Stefano Quantestorie, regia di Maurizio Nichetti (1992)
- The Girl in the Watermelon regia di Sergio M. Castilla (1994)
- Poeti dall'inferno (Total Eclipse), regia di Agnieszka Holland (1995)
- Il pianeta verde (La Belle Verte), regia di Coline Serreau (1996)
- Genealogia di un crimine (Généalogies d'un crime), regia di Raoul Ruiz (1997)
- Il cavaliere di Lagardère (Le Bossu), regia di Philippe de Broca (1997)
- Appassionate, regia di Tonino De Bernardi (1999)
- Vatel, regia di Roland Joffé (2000)
- Una lunga lunga lunga notte d'amore, regia di Luciano Emmer (2001)
- 18 ans après, regia di Coline Serreau (2003)
- Oui Non, regia di Jon Jost (2003)
- L'acqua... il fuoco, regia di Luciano Emmer (2003)
- Rien, voilà l'ordre, regia di Jacques Baratier (2004)
- Carmen, regia di Jean-Pierre Limosin (2005)
- Mes séances de lutte, regia di Jacques Doillon (2013)
- Mister Chocolat (Chocolat), regia di Roschdy Zem (2016)

## Doppiatori italiani
- Davide Lepore in Il pianeta verde
- Alessandro Quarta in Mister Chocolat